# Champlain Marcil
Pour les articles homonymes, voir Marcil.
Champlain Marcil né le 1er juin 1920 à Ottawa, Canada, et mort le 2 avril 2010 dans la même ville, est un photojournaliste canadien notamment connu pour avoir été le photographe du quotidien Le Droit de 1947 à 1969,. 

## Biographie
Né à Ottawa le 1er juin 1920, fils de Roméo R. Marcil et de Rose Alba Carle, il épouse Pauline Vachon le 1er juillet 1947 et auront ensemble cinq enfants : Denis, Charles, Jean, Lise, et Ginette,. Il commence sa carrière professionnelle de photographe en 1940 et documente le Congrès eucharistique de Trois-Rivières. 
En 1947, il documente le Congrès marial d'Ottawa et devint pigiste pour le quotidien Le Droit, puis collaborateur permanent de 1954 à 1969, illustrant l'Outaouais québécois et ontarien. Parallèlement, il était le photographe scolaire dans 125 écoles entre Hawkesbury et Ottawa. En 1969, il déménage le « Studio Champlain Marcil » sur la rue Rideau où il opéra durant six ans. 
Le centre d'archive gatinois de Bibliothèque et Archives nationales du Québec acquiert le fonds d'archives Champlain Marcil en 1989. Il est séparé en six séries, contenant un total de 135 425 photographies.
Champlain meurt le 2 avril 2010 à l'âge de 89 ans et est inhumé au Cimetière Notre-Dame d'Ottawa. Il était membre à vie de l'Université d'Ottawa, membre à vie du Petit Séminaire d'Ottawa, membre à vie du Centre Pauline-Charron et membre affilié des Frères des écoles chrétiennes.